# Escuela Nacional Preparatoria 9
La Escuela Nacional Preparatoria 9 es una de las nueve escuelas nacionales pertenecientes al bachillerato de la Universidad Nacional Autónoma de México y lleva el nombre del médico mexicano Pedro de Alba.
Se construyó en la entonces colonia Lindavista, cerca del límite norte de la Ciudad de México , allegada de los Indios Verdes y de la Basílica de Guadalupe.

## Historia
A principios de 1965, se terminó de construir el edificio que alberga a la Escuela Nacional Preparatoria Plantel 9, en la avenida Insurgentes Norte, para ser inaugurado oficialmente, el 28 de julio de ese año por el presidente Gustavo Díaz Ordaz, el rector Ignacio Chávez Sánchez y el Secretario de Educación Pública, Agustín Yáñez Delgadillo.
El entonces rector, Ignacio Chávez, durante la inauguración pronunció: "La Escuela Nacional Preparatoria seguirá siendo la recia columna vertebral de la Universidad, igual que nuestra Casa de Estudios, seguirá siendo la base y el soporte mayor de la cultura patria". El plantel fue inaugurado por el entonces presidente Gustavo Díaz Ordaz.

## Biblioteca Benito Juárez García
La biblioteca del plantel lleva el nombre del abogado oaxaqueño y expresidente de México Benito Juárez García. Cuenta con un servicio automatizado para la consulta de su acervo y estantería abierta, que incluyen libros, videos y revistas.